# Musée d'ethnologie de Leyde
 (mars 2018).
Si vous disposez d'ouvrages ou d'articles de référence ou si vous connaissez des sites web de qualité traitant du thème abordé ici, merci de compléter l'article en donnant les références utiles à sa vérifiabilité et en les liant à la section « Notes et références ».
Le Musée d'ethnologie de Leyde (en néerlandais : Wereldmuseum Leiden, anciennement Museum Volkenkunde) est un musée d'État situé à Leyde aux Pays-Bas. Depuis 1935, il est installé dans l'ancien hôpital de l'université, un complexe de bâtiments dépendant de l'agence des bâtiments du gouvernement (Rijksgebouwendienst (nl)).
Le musée ethnographique royal ('s Rijks Ethnographisch Museum) ouvre en 1837. Ses collections d'objets chinois, indonésien et japonais sont à l'origine du musée actuel. Le médecin Philipp Franz von Siebold recueille de nombreux objets japonais jusqu'en 1925.
Le musée prend l'intitulé de musée d'ethnologie en 2005. Depuis 2013, il constitue le musée national des cultures du monde, avec l'Afrika Museum de Berg en Dal et le Tropenmuseum d'Amsterdam.

## Activités
Depuis quelques années, le musée accueille des événements et des expositions organisées avec des personnes/institutions de cultures non occidentales. Les thèmes des événements sont étroitement liés avec les traditions, les rituels et les coutumes culturelles. Régulièrement, l'institution ouvre ses portes à travers un museumspreekuur. Durant cet évènement, les spécialistes répondent notamment  aux questions sur l'authenticité, l'ancienneté et la fonction des objets apportés par des visiteurs.

## Fonds initiaux
La collection comprend aujourd'hui un grand nombre d'objets d'Afrique, de Chine, d'Indonésie, du Japon, de Corée, d'Amérique latine, d'Amérique du Nord, d'Océanie et d'Asie. En développant sa collection, le musée a consacré une attention particulière à l'acquisition de matériel illustrant le développement historique des cultures du monde ; mais la genèse des fonds du musée a commencé avec le matériel recueilli pendant les années où le Japon était officiellement fermé, à l'exception d'une petite île dans le port de Nagasaki - Dejima.

### Collection Blomhoff
En tant que négociant en chef de la Compagnie néerlandaise des Indes orientales (Vereenigde Oostindische Compagnie ou VOC) sur l'île de Dejima dans le port de Nagasaki de 1817 à 1823, Jan Cock Blomhoff était unique. Malgré la politique japonaise dite « des portes fermées » pour les Occidentaux (sakoku), il fit venir sa femme, Titia, et ses enfants pour le rejoindre. Les Japonais ont réagi comme prévu en expulsant Blomhoff et sa famille ; mais cette expérience a élargi la gamme d'articles ménagers et d'autres objets qu'il a accumulés au cours de son séjour au Japon.

### Collection Fischer
Johannes Gerhard Frederik van Overmeer Fischer a commencé comme commis à Dejima et il a ensuite été promu maître d'entrepôt (pakhuismeester). Pendant la durée de son séjour au Japon, l'accès de Fisher à la culture japonaise était limité ; mais dans son univers de contacts, il a pu amasser une collection considérable d'objets « ordinaires » qui étaient vraisemblablement négligés par d'autres. Ce matériel a été ramené aux Pays-Bas en 1829. En 1833, il a publié Bijdrage tot de kennis van het Japansche rijk (Contribution à la connaissance de l'Empire japonais).

### Collection Siebold
En tant que médecin pratiquant la médecine occidentale à Nagasaki (1823-1829), Philipp Franz von Siebold a reçu une rémunération en nature sous forme d'une variété d'objets et d'artefacts qui allaient plus tard attirer l'attention inattendue des érudits européens. Ces objets du quotidien sont devenus plus tard la base de sa grande collection ethnographique, qui comprenait des articles ménagers courants, des gravures sur bois, des outils et des objets artisanaux utilisés par le peuple japonais à la fin de la période Edo. Des informations supplémentaires relatives à ce matériel ont été publiées dans Nippon de Siebold. Son intérêt professionnel était particulièrement porté aux instruments utilisés dans la pratique de la médecine traditionnelle japonaise. Depuis 2005, un musée séparé situé dans l'une des anciennes maisons de Siebold, la SieboldHuis, abrite une partie de la collection.

## Collections
La collection contient un grand nombre d'objets provenant d'Afrique, du Groenland, de la Chine, Indonésie, Japon, Corée, Amérique latine, Amérique du Nord, Océanie, au sud-Ouest, du Sud, Centrale et du Sud-est de l'Asie. Le musée gère plus de 240 000 objets et 500 000 sources audiovisuelles des quatre coins du monde. Une attention particulière est donnée à la dimension historique du développement des cultures. Les objets exposés sont des antiquités, notamment une statue de Bouddha datée de 1 300 ans.

### Art africain
Le musée abrite la plus ancienne et plus importante collection d'art africain néerlandaise. La collection contient environ 30 000 objets dont 50 % proviennent d'Afrique de l'Ouest, 30 % de l'Afrique Centrale, 10 % de l'Afrique du Sud et 10 % du reste de l'Afrique. La plupart des objets datent du XIXe siècle et ont une valeur historique à la fois pour les Pays-Bas que pour l'Afrique. 

### Art chinois
La collection contient environ 12 000 objets. Elle contient également des objets anciens et notamment du matériel dans le domaine des rituels de deuil. Un des objets les plus remarquables est le Mont des Immortels (en néerlandais, de Berg der Onstergelijken). Cette gigantesque construction est la seule que nous connaissons en Europe. 

### Zones circumpolaires
Cette collection contient de 4 000 objets. Une partie de la collection provient du Groenland (1 600 items) et contient notamment les objets collectés par le conservateur Gerti Nooter pendant des chantiers ethnographiques. 

### Art d'Asie du Sud-Est insulaire
La collection de 55.000 objets provient principalement d'Indonésie, incluant toutes les îles. Une grande partie de la collection datant du XIXe siècle, comprend des tissus et batiks, bijoux en or, kriss, statues ancestrales et objets rituels. En outre, le département comprend également une collection importante des Philippines.

### Japon et Corée
Le cœur du fonds regroupe environ 35.000 objets en lien avec la vie quotidienne au Japon au XIXe siècle. Les fonds provenant de Corée et de Ainu et Ryukyu sont les plus anciens et les plus importants d'Europe. La salle du Bouddha japonais est une des salles les plus célèbres du musée. 

### Amérique du Sud et Centrale
La collection comprend environ 24.000 objets. Elle est internationalement reconnue et provient en partie du Suriname, certains objets viennent du jeu de balle d'Amérique Centrale. Une autre partie de la collection présente des textiles et des poteries pré-coloniales des Andes. 

### Amérique du Nord
Le fonds le plus important de la collection d'Amérique du Nord a été collecté par Herman Frederik Carel ten Kate pendant un an de terrain entre 1882 et 1883 dans le Sud-Ouest, les plaines et l'état de New-York lors de l'expédition Hemenway. La collection regroupe également des objets anciens de la région forestière dans le nord-est et le long des côtes du nord-ouest. Un fonds sur la poterie Pueblo est également présenté allant de 1880 à nos jours. Enfin, la collection Zwartvoet contient des matériaux de différentes époques et des objets historiques et contemporains pour l'industrie touristique.

### Océanie
La collection contient des objets rituels et quotidiens d'Océanie, principalement collectés avant 1900. Cette collection régionale et culturellement diverse d'environ 36 000 objets comprend des objets monumentaux et célèbres de renommée internationale. Les objets provenant de l'ouest de la Nouvelle-Guinée (Irian Jaya), principalement de Kamoro, d'Asmat, de Geelvink Bay et du lac Sentani, et la sous-collection de vêtements d'écorce de cérémonie, principalement des îles Fidji, sont particulièrement intéressants. 

### Asie du Sud et du Sud-Est
Cette collection archéologique provient d'Asie du Sud et de la partie continentale de l'Asie du Sud-Est. En outre, la collection comprend environ 8000 objets, des miniatures indiennes, des objets rituels, des armes ornementales, des bijoux et des sculptures.

### Moyen-Orient, Asie occidentale et centrale
Cette collection contient environ 8000 objets, provenant principalement d'Afghanistan, de la péninsule arabique, d'Iran, du Pakistan, de Syrie et de Turquie. Certains de ces objets proviennent de la Mecque et de Djeddah et ont été recueillis à la fin du XIXe siècle par Ch. Snouck Hurgronje et des consuls néerlandais. La collection iranienne du dix-neuvième siècle réunie par A.H.P. Hotz et la collection de bazar d'Afghanistan des années soixante-dix du XXe siècle sont particulièrement remarquables. La collection comprend également un petit mais important fonds de Gandhara (dans la région frontalière actuelle du Pakistan et de l'Afghanistan) des œuvres d'art du début de notre ère.

## Directeurs
- 1837-1859 : Philipp Franz von Siebold
- 1859-1880 : Conradus Leemans
- 1880-1896 : Lindor Serrurier
- 1896-1909 : Johann Schmeltz
- 1909-1932 : Hendrik Juynboll
- 1932-1936 : Johan van Eerde
- 1937-1943 : Willem Rassers
- 1943-1946 : Charles Le Roux
- 1946-1955 : Gottfried Wilhelm Locher
- 1955-1981 : Pieter Hendrik Pott
- 1982-1990 : Willem van Gulik
- 1991-2012 : Steven Engelsman
- 2013-: Stijn Schoonderwoerd

## Décolonisation des collections
En 2023, le « Wereldmuseum » de Leyde a commencé à rendre certaines de ses œuvres d'art indonésiennes les plus connues. Un autre objet qui pourrait suivre serait la Plaque de Leyde, une importante plaque de ceinture maya du Guatemala que certains considèrent comme devant être restituée à ce pays, où elle constitue un objet de fierté nationale.
En janvier 2024, sur décision du ministre de l'Éducation, de la Culture et des Sciences, Eppo Bruins, sept objets d'Ysleta del Sur vont être rendus à la suite d'une requête officielle de cette communauté. Il s'agit en particulier d'un hochet, d'un bouclier et d'un tambour avec sa baguette. Selon la Commission des collections coloniales, cinq des sept objets ont été pris en 1882 par le collectionneur néerlandais Herman Frederik Carel ten Kate usant de moyens de pression pour persuader les gens de vendre des objets d'une grande importance personnelle ou spirituelle.

## Source de la traduction
- (en) Cet article est partiellement ou en totalité issu de l’article de Wikipédia en anglais intitulé « National Museum of Ethnology (Netherlands) » (voir la liste des auteurs).

- (nl) Cet article est partiellement ou en totalité issu de l’article de Wikipédia en néerlandais intitulé « Wereldmuseum Leiden » (voir la liste des auteurs).